# Saint-Jean-de-Linières
Saint-Jean-de-Linières ist eine Ortschaft und eine Commune déléguée in der französischen Gemeinde Saint-Léger-de-Linières mit 1.833 Einwohnern (Stand: 1. Januar 2022) im Département Maine-et-Loire in der Region Pays de la Loire. Die Einwohner werden Liniérois(es) genannt.
Die Gemeinde Saint-Jean-de-Linières wurde am 1. Januar 2019 mit Saint-Léger-des-Bois zur Commune nouvelle Saint-Léger-de-Linières zusammengeschlossen. Sie hat seither den Status einer Commune déléguée. Die Gemeinde Saint-Jean-de-Linières gehörte zum Arrondissement Angers und zum Kanton Angers-3.

## Geographie
Saint-Jean-de-Linières liegt etwa sieben Kilometer westlich von Angers. Umgeben wurde die Gemeinde Saint-Jean-de-Linières von den Nachbargemeinden Saint-Lambert-la-Potherie im Norden, Beaucouzé im Osten und Nordosten, Bouchemaine im Südosten, Savennières im Süden, Saint-Martin-de-Fouilloux im Südwesten sowie Saint-Léger-des-Bois im Westen.
Durch die Commune déléguée führt die Autoroute A11.

## Bevölkerungsentwicklung
| 1962                       | 1968 | 1975 | 1982 | 1990 | 1999 | 2006 | 2013 |
| -------------------------- | ---- | ---- | ---- | ---- | ---- | ---- | ---- |
| 265                        | 246  | 490  | 635  | 1008 | 1400 | 1555 | 1766 |
| Quellen: Cassini und INSEE |      |      |      |      |      |      |      |

## Sehenswürdigkeiten
- Kirche Saint-Jean aus dem 12. Jahrhundert

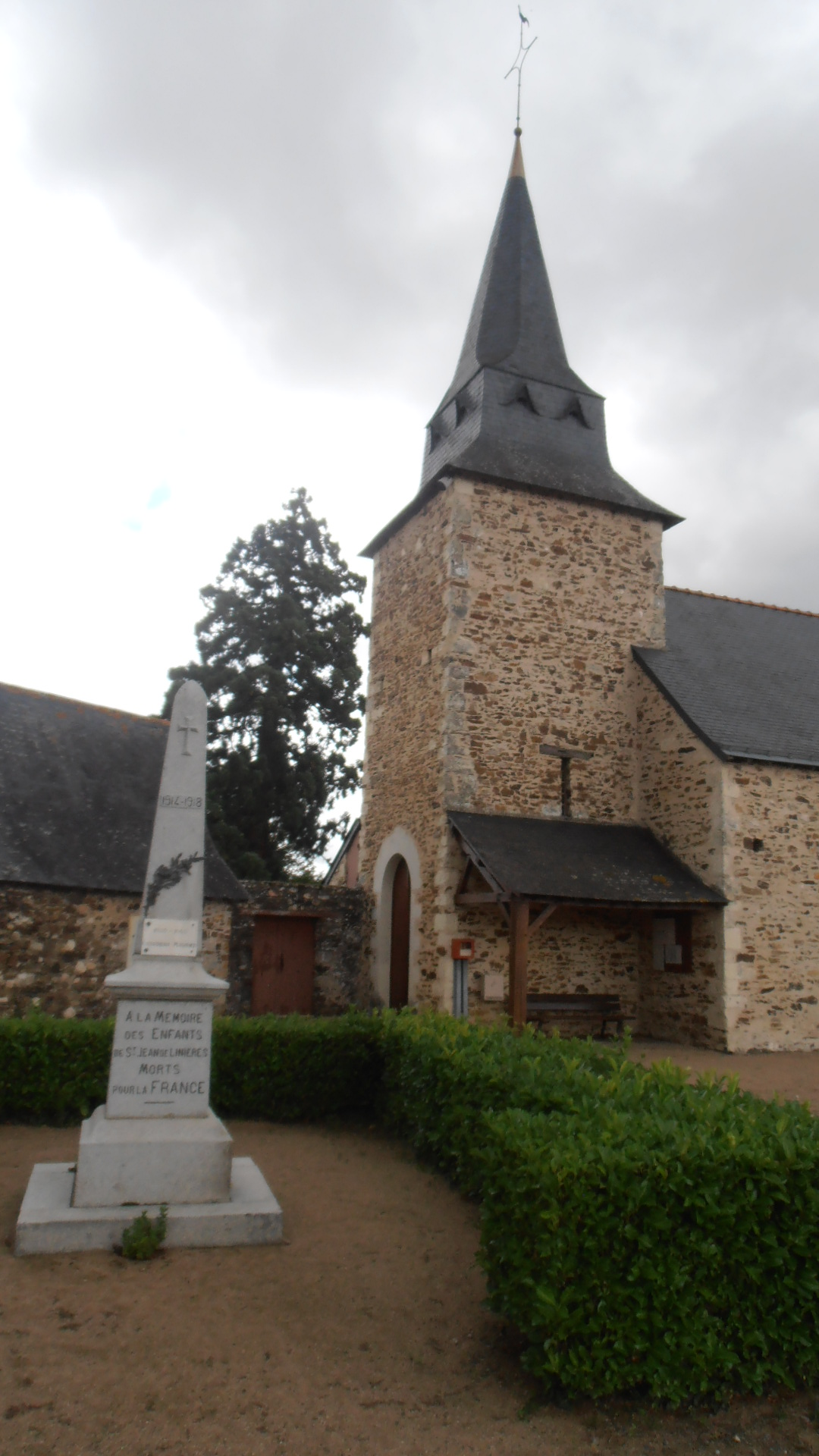
Kirche Saint-Jean